# 张彤 (外交官)
张彤（1920年1月—1989年11月20日），原名张国光，河南信阳人。中国人民解放军开国大校。中华人民共和国外交家、中国人民解放军军事外交家，曾任驻多国大使。

## 生平
1938年1月参加革命。1938年3月加入中国共产党。历任延安抗日军政大学学员，河南确山新四军竹沟留守处政治处干事，新四军第六支队政治指导员、营教导员、组织股长、政治处主任。新四军第四师第十一旅第三十一团政治处主任。淮北区党委泗（县）五（河）灵（璧）凤（阳）县县委书记，新四军第四师第十二旅第三十五团政委。豫皖苏军区独立旅政治部主任。第二野战军第十八军第五十四师参谋长。
1960年刚果危机爆发，安托万·基赞加率领的卢蒙巴支持者在东部城市斯坦利维尔成立刚果自由共和国。1961年2月，陈毅副总理兼外长给基赞加重申中国政府支持他，表示愿意建交并互派大使。周恩来总理派张彤以中华人民共和国驻刚果共和国临时代办身份率领六人先遣队前往斯坦利维尔。7月23日，周恩来、陈毅、廖承志、黄镇接见了张彤、王殊、孙浩，以“青山处处埋忠骨，何须马革裹尸还”激励。随后孙浩等人随团抵达开罗，随后转机抵达斯坦利维尔。张彤任参赞。但基赞加在8月接受了西里尔·阿杜拉政府邀请离开，中国政府随后在8月15日举行中国驻刚果大使馆闭馆仪式。8月24日，他随团离开（基赞加不久也被撤职入狱）。
张彤随后任外交部第一亚洲司司长。1966年初主动将自己多年驻外时的积蓄作为党费上缴。1969年，张彤担任中华人民共和国驻巴基斯坦大使。1971年10月作为中国政府特使，代替郭沫若出席伊朗的波斯帝国成立2500周年庆典。1974年，担任中华人民共和国驻埃及共和国大使。1977年，担任中华人民共和国驻德意志联邦共和国大使。1982年任中华人民共和国国防部外事局局长。1986年10月按副兵团待遇离职休养。
1955年被授予大校军衔、二级独立自由勋章和二级解放勋章一枚，1988年7月被授予中国人民解放军独立功勋荣誉章一枚。